# Bezjanitsy
Bezjanitsy (Russisch: Бежаницы) is een nederzetting met stedelijk karakter in  de oblast Pskov, Rusland. Het is met ongeveer 4700 inwoners (2008) de grootste plaats van het gelijknamige bestuurlijke district.
Bezjanitsy ligt 181 kilometer ten zuidoosten van Pskov, niet ver van de autoweg R58, die Pskov en Velikije Loeki met elkaar verbindt. Het dichtstbijzijnde treinstation is Soesjtsjovo, aan de spoorlijn tussen Dno en Novosokolniki. Bezjanitsy ligt nabij de rivier Ljsta (stroomgebied van de Velika) en het Doebetsmeer.
Bezjanitsy ontstond doordat vluchtelingen uit Pskov, Novgorod en Litouwen aan het einde van de 16e, begin van de 17e eeuw, na de aanleg van een weg en de daardoor ontstane handelsroute, een nederzetting bouwden. Sinds 1961 heeft Bezjanitsy de status van nederzetting met stedelijk karakter.